# شاتونوو
شاتونوو (به لاتین: Shatunovo) یک منطقهٔ مسکونی در روسیه است که در سرزمین آلتای واقع شده‌است.